# Sophie Kratzer
Sophie Kratzer (* 20. April 1989 in Landshut; † 13. Januar 2020 in München) war eine deutsche Eishockeyspielerin, die zwischen 2003 und 2017 für den ESC Planegg in der Fraueneishockey-Bundesliga aktiv war und mit diesem eine Vielzahl von Meisterschaften und Pokalen gewann. Mit der deutschen Nationalmannschaft schaffte sie zweimal den Aufstieg aus der Division I in die Top-Division der Eishockey-Weltmeisterschaft und nahm an den Olympischen Winterspielen 2014 in Sotschi teil.

## Leben
Sophie Kratzer wurde 1989 in Landshut geboren und wuchs in Dorfen im Landkreis Erding und in Velden (Vils) auf. Im Alter von vier Jahren lernte sie Schlittschuhlaufen. Dabei durften die Kinder auch Eishockey ausprobieren, und Kratzer blieb bei diesem Sport.
2008 legte sie am Gymnasium Dorfen das Abitur ab. An der Ludwig-Maximilians-Universität München studierte sie Deutsch, Geschichte und Sozialkunde auf Lehramt. Das Studium schloss sie 2017 ab und arbeitete im Organisationskomitee der Eishockey-Weltmeisterschaft der Herren 2017, die in Deutschland und Frankreich stattfand. Im Oktober 2018 begann sie ein Volontariat bei der Katholischen Journalistenschule ifp. Mit einer Reportage über Goldhandys im Nordosten Indiens wurde sie im Jahr 2019 mit dem Alternativen Medienpreis ausgezeichnet. Sie starb am 13. Januar 2020 im Alter von 30 Jahren an den Folgen einer Brustkrebserkrankung.

### Klub-Eishockey
Sie spielte zunächst in den Nachwuchsmannschaften des ESV Gebensbach und des ESC Dorfen. Ab 2003 spielte sie parallel für den ESC Planegg in der Fraueneishockey-Bundesliga. Mit dem ESC Planegg gewann sie 2008, 2011, 2012, 2013 und 2014 die deutsche Meisterschaft, 2005 und 2010 den DEB-Pokal der Frauen sowie 2010 die Elite Women’s Hockey League. 2015 gewann sie erneut den DEB-Pokal; 2016 wurde sie wieder Vizemeisterin und 2017 zum Abschluss ihrer Karriere noch einmal deutsche Meisterin.

### Internationales Eishockey
Ab 2008 gehörte sie dem erweiterten Nationalmannschaftskader an; zuvor war sie ab 2005 im U18-Juniorinnen-Nationalteam zum Einsatz gekommen. Ab 2008 wurde sie im A-Team bei Turnieren eingesetzt und absolvierte 2009 ihre erste Weltmeisterschaft, bei der sie mit dem Nationalteam in die Division I spielte. Allerdings gelang der Wiederaufstieg in die Top-Division mit dem zweiten Platz nicht. Bei der Weltmeisterschaft der Division I 2011 war sie mit vier Assists die beste Vorlagengeberin des Teams und trug so maßgeblich zum Wiederaufstieg in die Top-Division bei.
Eine weitere Teilnahme bei Weltmeisterschaften folgte 2013, zudem qualifizierte sie sich im Februar 2013 mit dem Nationalteam für die Olympischen Winterspiele 2014. Im Dezember 2013 verletzte sich Kratzer am Kreuzband, konnte aber trotzdem an den Olympischen Winterspielen teilnehmen. Beim olympischen Turnier 2014 belegte sie mit dem Nationalteam den sechsten Platz nach Disqualifikation des russischen Teams.
2016 schaffte sie mit dem Nationalteam den Wiederaufstieg aus der Division I in die Top-Division. Ein Jahr später belegte sie zum Abschluss ihrer Karriere den vierten Platz bei der Weltmeisterschaft 2017 und erreichte damit das beste Ergebnis in der deutschen Frauen-WM-Geschichte. Insgesamt hat sie 149 Länderspiele für die Nationalmannschaft absolviert.

## Erfolge und Auszeichnungen

### Eishockey
- 2005 Gewinn des DEB-Pokals mit dem ESC Planegg
- 2006 Deutscher Vizemeister mit dem ESC Planegg
- 2007 Deutscher Vizemeister mit dem ESC Planegg
- 2008 Deutscher Meister mit dem ESC Planegg
- 2010 Gewinn der Elite Women’s Hockey League mit dem ESC Planegg
- 2010 Deutscher Vizemeister mit dem ESC Planegg
- 2011 Deutscher Meister mit dem ESC Planegg
- 2011 Aufstieg in die Top-Division bei der Weltmeisterschaft der Division I
- 2012 Gewinn des EWHL Super Cups mit dem ESC Planegg
- 2012 Gewinn des DEB-Pokals mit dem ESC Planegg
- 2012 Deutscher Meister mit dem ESC Planegg
- 2013 Deutscher Meister mit dem ESC Planegg
- 2014 Deutscher Meister mit dem ESC Planegg
- 2013 Gewinn des EWHL Super Cups mit dem ESC Planegg
- 2015 Deutscher Meister mit dem ESC Planegg
- 2015 Gewinn des DEB-Pokals mit dem ESC Planegg
- 2016 Deutscher Vizemeister mit dem ESC Planegg
- 2016 Aufstieg in die Top-Division bei der Weltmeisterschaft der Division I
- 2017 Deutscher Meister mit dem ESC Planegg[12]

### Journalismus
- 2019 Alternativer Medienpreis in der Sparte Vernetzung

## Karrierestatistik
(Legende zur Spielerstatistik: Sp oder GP = absolvierte Spiele; T oder G = erzielte Tore; V oder A = erzielte Assists; Pkt oder Pts = erzielte Scorerpunkte; SM oder PIM = erhaltene Strafminuten; +/− = Plus/Minus-Bilanz; PP = erzielte Überzahltore; SH = erzielte Unterzahltore; GW = erzielte Siegtore; 1 Play-downs/Relegation; Kursiv: Statistik nicht vollständig)